# Ivan Danilo
Ivan Danilo (Kaštel Stari, 4. listopada 1820. – Zadar, 2. srpnja 1895.) bio je hrvatski političar, katolički svećenik, filolog i publicist.

## Životopis
Studirao je teologiju u Zadru te književnost u Beču i Padovi. Neko je vrijeme bio svećenik u Kaštelima te je radio kao predavač u Poljoprivrednoj školi u Splitu. Od 1850. godine dolazi u Zadar. Tamo je od 1854. predavao na gimnaziji.
Uređivao list „Pravdonoša” (1851.–52.). Bio je član Narodne stranke i njezin zastupnik u Dalmatinskome saboru (1864.–67.). Od 1870. godine bio je poslanik u Carevinskom vijeću u Beču. Godine 1876. povlači se iz politike.

### Mrežna sjedišta
- Danilo, Ivan. www.enciklopedija.hr. Pristupljeno 20. srpnja 2023.